# SP-97
A SP-97 é uma rodovia transversal do estado de São Paulo, administrada pelo Departamento de Estradas de Rodagem do Estado de São Paulo (DER-SP).

## Denominações
Recebe as seguintes denominações em seu trajeto:
Nome:	Emerenciano Prestes de Barros, Rodovia
- De - até:	Sorocaba - SP-280
- Legislação: LEI 969 DE 09/04/76

Nome:	Antonio Pires de Almeida, Doutor, Rodovia
- De - até:	Porto Feliz - SP-280
- Legislação: LEI 2.045 DE 20/07/79

## Descrição
Principais pontos de passagem: Sorocaba - SP 280 - SP 300 (Porto Feliz)

## Características

### Extensão
- Km Inicial: 0,000
- Km Final: 25,460

### Localidades atendidas
- Sorocaba
- Porto Feliz